# دنیای مالکوم
دنیای مالکوم (به انگلیسی: Malcolm in the Middle) (مالکوم در میانه) عنوان سریالی کمدی است که در ایالات متحده آمریکا به تهیه‌کنندگی لینوود بومر برای شبکه فاکس ساخته شده است.
پخش اصلی این سریال از ۹ ژانویه ۲۰۰۰ شروع شد و پس از گذشت شش و نیم سال در ۱۴ می ۲۰۰۶ با پخش هفت فصل و ۱۵۱ قسمت به پایان رسیده است.
این سریال بسیار مورد توجه قرار گرفته و برندهٔ جوایزی چون یک جایزهٔ گرَمی، هفت جایزهٔ اِمی و هفت بار نیز نامزد جوایز گلدن گلاب بوده است.
داستان در مورد پسر میانی یک خانواده شش نفره (و بعداً هفت نفره) به نام مالکوم با بازی فرانکی میونیز می‌گذرد.

### کاراکترها
لوییز (با بازی جین کازمارک): مادر بسیار زودجوش و یک دنده خانواده است. زنی باهوش و قاطع است، بیشتر اوقات بدرفتاری او در جنگ‌های پی در پی او در سریال برای کنترل پسرانش که رفتار درستی ندارند و خرابکاری می‌کنند دیده می‌شود. لوییز در داروخانه لاکی اید کار می‌کند.

## پخش برای فارسی زبانان
این سریال با دوبله فارسی از روز جمعه ۲۸ آبان ۸۹ با عنوان دنیای مالکوم از شبکه فارسی ۱ پخش شد.